# Manor Motorsport
A Manor Motorsport Ltd, atualmente negociada como Manor Endurance Racing Ltd, é uma empresa britânica de automobilismo, formada em 1990 pelo antigo piloto campeão de monopostos John Booth. A Manor participou como equipe em muitas categorias de automobilismo desde a sua criação, incluindo a Fórmula 1.
Ao longo da sua história, a equipe começou por competir na Fórmula Renault, com alguns pilotos, incluindo o campeão do Mundo de Fórmula 1 de 2007 de Kimi Räikkönen, o campeão de Fórmula 1 de 2008 Lewis Hamilton e outros pilotos de F1 como Antônio Pizzonia. A equipe entrou na Fórmula 3 Euroseries, em 2003, vencendo 9 corridas depois do fim de 2008.
Em 2007, a Manor Motorsport verificou uma mudança de proprietário quando o team manager da Fórmula Renault UK Tony Shaw a comprou a John Booth, que manteve o nome Manor Motorsport e continuou a correr na Fórmula 3 Euroseries. A equipa de Fórmula Renault UK ficaria a partir de agora com o nome Manor Competition, e com uma base completamente separada.
Em 12 de Junho de 2009 foi anunciado que a candidatura para participar da temporada de Fórmula 1 de 2010 tinha sido aceita. A equipe de Fórmula 1 foi chamada de Manor Grand Prix, apesar de ser renomeada depois de pouco tempo, para Virgin Racing, por razões de patrocínio. John Booth disse que a equipe de Fórmula 3 continuaria a competir, apesar de estarem focados na equipe de Fórmula 1. A equipe foi adquirida pela Marussia e rebatizada para Marussia F1 Team em 2012, para Manor Marussia F1 Team em 2015, após ser resgatada da administração judicial e, para Manor Racing em 2016. A equipe de Fórmula 1 cortou seus vínculos com a Manor Motorsport após a demissão de John Booth e seu parceiro Graeme Lowdon do projeto de Fórmula 1 no final da temporada de 2015.

## Resultados

### F3 Euroseries
| Resultados na F3 Euroseries | Resultados na F3 Euroseries | Resultados na F3 Euroseries | Resultados na F3 Euroseries | Resultados na F3 Euroseries | Resultados na F3 Euroseries | Resultados na F3 Euroseries | Resultados na F3 Euroseries | Resultados na F3 Euroseries | Resultados na F3 Euroseries |
| Ano                         | Carro                       | Pilotos                     | Corridas                    | Vitórias                    | Poles                       | Voltas mais rápidas         | Pontos                      | D.C.                        | T.C.                        |
| --------------------------- | --------------------------- | --------------------------- | --------------------------- | --------------------------- | --------------------------- | --------------------------- | --------------------------- | --------------------------- | --------------------------- |
| 2004                        | Dallara F304-Mercedes HWA   | Charles Zwolsman            | 20                          | 0                           | 0                           | 0                           | 9                           | 16º                         | 5º                          |
| 2004                        | Dallara F304-Mercedes HWA   | Lewis Hamilton              | 20                          | 1                           | 1                           | 0                           | 68                          | 5º                          | 5º                          |
| 2005                        | Dallara F305-Mercedes-HWA   | Lucas di Grassi             | 20                          | 1                           | 1                           | 0                           | 68                          | 3º                          | 4º                          |
| 2005                        | Dallara F305-Mercedes-HWA   | Paul di Resta               | 20                          | 0                           | 0                           | 0                           | 32                          | 10º                         | 4º                          |
| 2006                        | Dallara F305-Mercedes       | Kohei Hirate                | 20                          | 1                           | 0                           | 0                           | 61                          | 3º                          | 2º                          |
| 2006                        | Dallara F305-Mercedes       | Esteban Guerrieri           | 20                          | 2                           | 2                           | 0                           | 58                          | 4º                          | 2º                          |
| 2006                        | Dallara F305-Mercedes       | Kazuki Nakajima             | 20                          | 1                           | 0                           | 0                           | 36                          | 7º                          | 2º                          |
| 2007                        | Dallara F305-Mercedes       | Franck Mailleux             | 20                          | 1                           | 0                           |                             | 38                          | 7º                          | 2º                          |
| 2007                        | Dallara F305-Mercedes       | James Jakes                 | 20                          | 1                           | 0                           |                             | 42                          | 5º                          | 2º                          |
| 2007                        | Dallara F305-Mercedes       | Cyndie Allemann             | 20                          | 0                           | 0                           | 0                           | 0                           | N/A                         | 2º                          |
| 2007                        | Dallara F305-Mercedes       | Yelmer Buurman              | 20                          | 0                           | 0                           |                             | 40                          | 6º                          | 2º                          |
| 2008                        | Dallara F308-Mercedes       | Koudai Tsukakoshi           | 20                          | 0                           | 0                           | 0                           | 36                          | 7º                          | 5th                         |
| 2008                        | Dallara F308-Mercedes       | Sam Bird                    | 20                          | 0                           | 0                           | 0                           | 23                          | 11º                         | 5th                         |
| 2008                        | Dallara F308-Mercedes       | Niall Breen                 | 16                          | 0                           | 0                           | 0                           | 8                           | 16º                         | 5th                         |
| 2008                        | Dallara F308-Mercedes       | Kazuya Oshima               | 20                          | 1                           | 0                           | 0                           | 7                           | 19º                         | 5th                         |

* Época em curso
D.C. = Campeonato de Pilotos, T.C. = Campeonato de Equipas